# Anglo-Ägyptischer Krieg
Der Anglo-Ägyptische Krieg war der Feldzug zur Besetzung Ägyptens durch Großbritannien im Zuge der Niederschlagung des Urabi-Aufstandes 1882. Der Krieg leitete die britische Herrschaft in Ägypten ein und begünstigte die Ausbreitung des Mahdismus des Muhammad Ahmad im ägyptisch besetzten Sudan und den daraus beginnenden Mahdi-Aufstand.

## Hintergrund

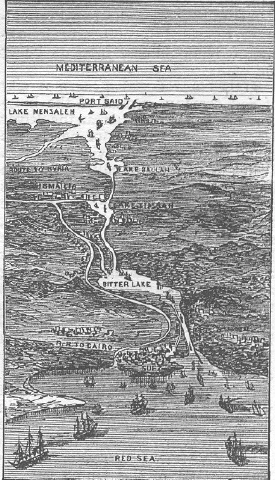
Plan des Sueskanals von 1881

Das Khedivat Ägypten gehörte im 19. Jahrhundert offiziell zwar zum Osmanischen Reich, hatte aber unter dem Khediven (Vizekönig) Muhammad Ali eine relative Unabhängigkeit erlangt. Unter seinem Enkel Ismail Pascha begann Ägypten mit einem massiven Modernisierungsprogramm, das vor allem durch europäische Kreditgeber finanziert wurde. Ab den 1870er-Jahren geriet Ägypten unter anderem durch die Beteiligung an den Baukosten des Sueskanals in eine schwere Schuldenkrise. Um die Schulden zu begleichen, begann die ägyptische Regierung, die Steuern zu erhöhen, dennoch war Ägypten 1875 faktisch bankrott. Schließlich sah sich Ismael Pascha gezwungen die ägyptischen Anteile am Sueskanal an Großbritannien zu verkaufen und britischen und französischen Vertretern die Kontrolle über die ägyptische Wirtschaft und die Verwaltung zu überlassen.

## Urabi-Bewegung

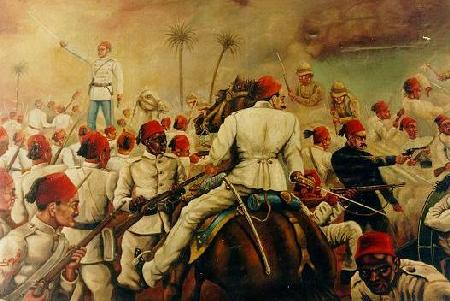
Egyptian Revolution of 1882 aus The Illustrated London News, July 29 1882

Die ausländische Einflussnahme führte zu wachsendem Unmut in der ägyptischen Bevölkerung und der Armee. Ismail Pascha, der sich einer weiteren Einmischung der Großmächte widersetzen wollte, löste 1879 die gemischte Regierung auf. Auf Betreiben der Europäischen Großmächte wurde Ismail Pascha am 26. Juni 1879 vom türkischen Sultan zur Abdankung gezwungen. Sein Amt übernahm sein Sohn Tawfiq, der sich den Wünschen der Mächte gegenüber willfähriger zeigte. Ab 1880 verwendete Ägypten die Hälfte seiner Staatseinnahmen zur Schuldentilgung. Für das Land bedeutete dies hohe Steuerlasten, mangelnde Bezahlung der Beamten und Entlassungen von Soldaten und Offizieren. Gegen die internationale Kontrolle von Finanz- und Wirtschaftspolitik entwickelte sich deshalb eine Opposition um den Obersten Ahmed Urabi Pascha, die sich aus Offizierskreisen der Armee entwickelte und verschiedene soziale oppositionelle Gruppen vereinigte. Eine weitere Gruppe waren Großgrundbesitzer, die eine Beteiligung an der Macht forderten und sich gegen den Einfluss von Europäern in der Verwaltung wandten. Des Weiteren erfolgte eine Unterstützung durch verschiedene Intellektuelle und muslimische Reformer. Die Bewegung wendete sich auch gegen die autokratische Herrschaft der Ismails. Im Herbst 1881 kam es zu Unruhen im Land. Daraufhin musste der neue Khedive Tawfiq seinen Premierminister Riaz Pascha entlassen. Neuer Premierminister wurde Scharif Pascha. Angesichts einer möglichen Machtübernahme durch Urabi sahen Großbritannien und Frankreich ihre finanziellen Interessen in Gefahr. Unter der Bedingung eine neue Regierung zu bilden waren beide Länder bereit für die Sicherheit und den Machterhalt von Tawfiq zu garantieren. Der Sultan lehnte britisch-französische Maßnahmen in Ägypten ab, selbst wenn diese den Khedive vor einer totalen Niederlage und Absetzung schützen sollten.

## Britische Beschießung Alexandrias

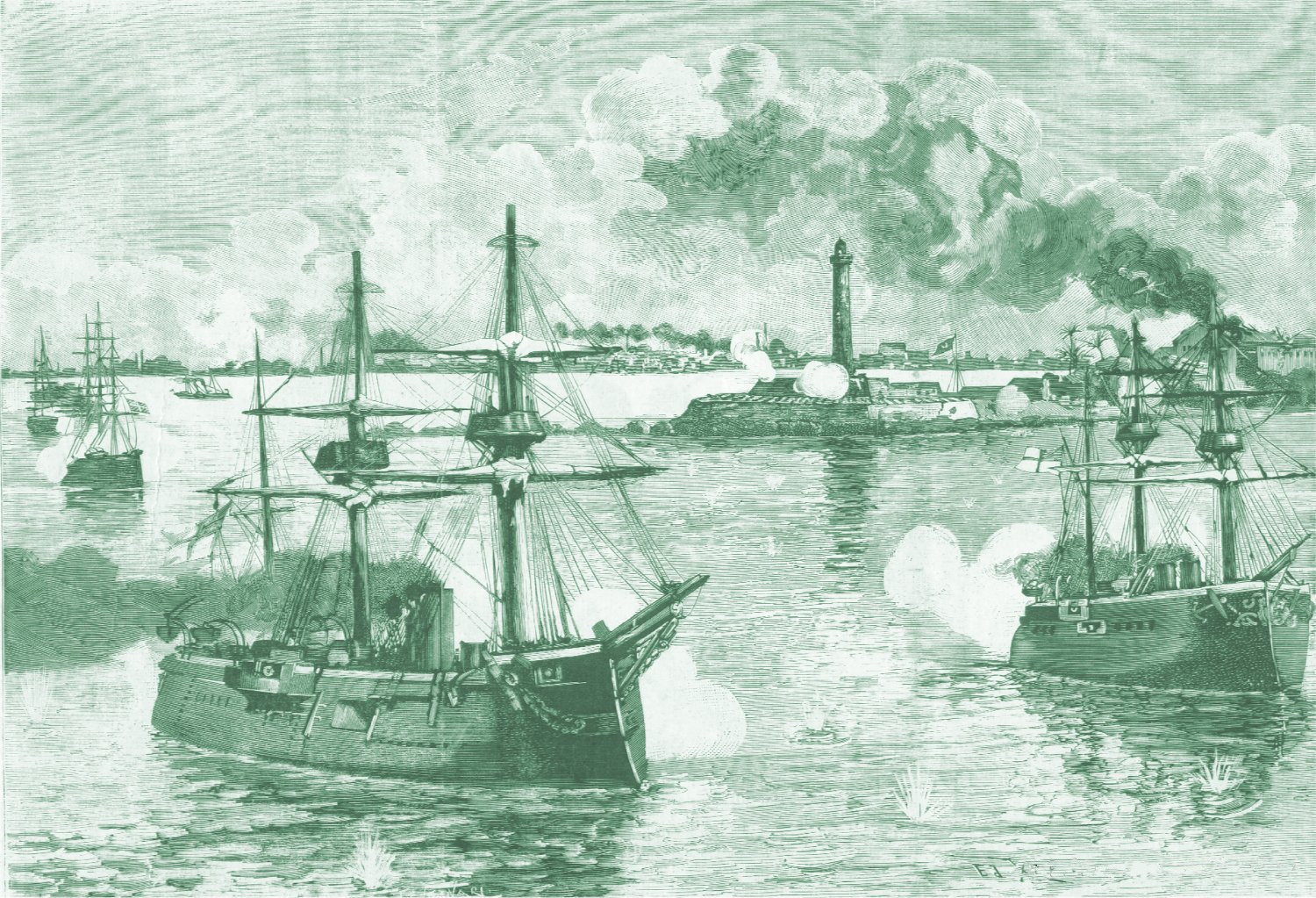
Die Beschießung Alexandrias

Im Mai 1882 entsandten Briten und Franzosen eine Flotte nach Alexandria um die Interessen der Europäer zu schützen und die versprochene Unterstützung zu leisten. Mitte Mai 1882 war Urabi durch eine Reihe von militärischen Aktionen zum Alleinherrscher geworden. Aus Angst um seine eigene Sicherheit zog Ismail am 31. Mai nach Alexandria. 
In Erwartung von Unterstützung aus Istanbul ließ Urabi die Stadt gegen See befestigen und Geschütze auf die alliierte Flotte richten. Am 10. Juli erklärte daraufhin der britische Admiral Seymour, dass er die Stadt beschießen lassen werde, wenn die Geschütze nicht entfernt würden. Frankreich zog daraufhin seine Schiffe zurück, um nicht in diesen Konflikt involviert zu werden. Urabi wurde dadurch darin bestärkt, Seymours Ultimatum verstreichen zu lassen. Am Morgen des 11. Juli begann der Beschuss der Stadt. Der Beschuss dauerte den ganzen Tag, bis das Feuer der ägyptischen Geschütze in der Nacht zum Erliegen kam. In der Stadt brachen Feuer aus, die über zwei Tage wüteten. Am 14. Juli wurde die Stadt durch britische Landungstruppen, eingenommen.

## Britische Intervention

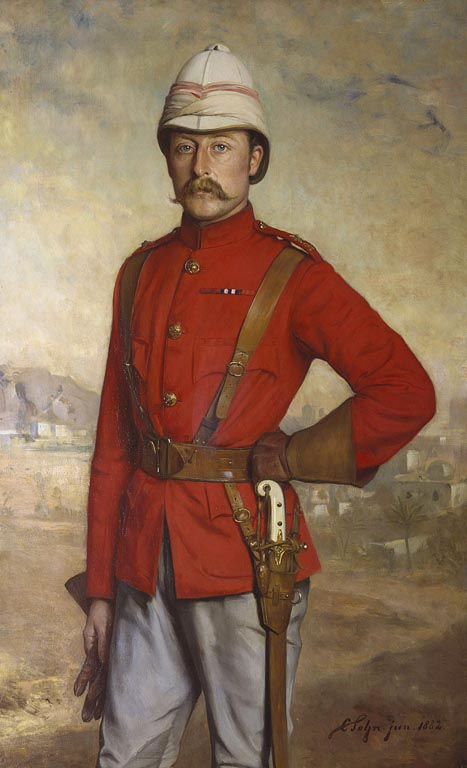
Prince Arthur als Kommandeur der Garde Brigade. Gemälde von Carl Rudolph Sohn

Die Briten führten nun reguläre Truppen aus Gibraltar und von Malta heran, und General Sir Archibald Alison übernahm das Kommando. Am 17. Juli landete zuerst das 'Stafford Regiment' in Alexandria. Am 18. Juli folgten die 'King´s Royal Rifles'. Bis zum 19. Juli waren die britischen Truppen in Alexandria 3.755 Mann stark. Diese hätten im Fall eines Angriffs durch 1.200 weitere Männer Seymours auf 5.000 Mann verstärkt werden können. Am 5. August wurde eine Expedition entlang des Mahmoudieh Canal unternommen und es kam zur Schlacht von Kafr El Dawwar. Die Schlacht endete zwar als taktischer Sieg der Briten, allerdings änderten diese nach der Schlacht ihre Strategie gegen Alexandria.
Am 15. August 1882 erreichte der britische Oberbefehlshaber General Wolseley Port Said. Bis zum 19. August wurden zusätzliche britische Truppen entsandt, um eine weitere wirtschaftliche und finanzielle Durchdringung des Landes und vor allem die Kontrolle über den Suezkanal sicherstellen zu können.

### Britische Expeditionsstreitkräfte
Oberbefehlshaber: Generalleutnant Garnet Joseph Wolseley

Generalstabschef: Generalmajor John Miller Adye
- 1. Division (Generalleutnant George Willis)
  - 1. Brigade (Generalmajor Arthur, 1. Duke of Connaught and Strathearn)

2. Bataillon Grenadier Guards Colonel P. Smith
2. Bataillon Coldstream Guards Colonel G. J. Wigram
1. Bataillon Scots Guards Colonel G. W. Knox
  - 2. Brigade (Generalmajor Gerald Graham)

2. Bataillon Royal Irish Regiment Colonel C. F. Gregorie
1. Bataillon West Kent Regiment Colonel A. E. Fyler
2. Bataillon York and Lancaster Regiment Colonel F. E. E. Wilson
1. Bataillon Royal Irish Fusiliers Colonel J. N. Beasley
  - Divisionstruppen

19. Hussars Regiment (2 Eskadronen) Lieutenant-colonel K. J. W. Coghill
2. Bataillon Duke of Cornwall's Light Infantry Regiment lieutenant-colonel W.S. Richardson
A Batterie, 1. Brigade Royal Artillery Major P. T. H. Taylor.
D Batterie, 1. Brigade Royal Artillery Major T. J. Jones.
24. Royal Engineers Kompanie Captain C. de B. Carey.
- 2. Division (Generalleutnant Edward Bruce Hamley)
  - 1. Brigade (Generalmajor Archibald Alison)

1. Bataillon Royal Highlanders Regiment Colonel D. Macpherson
2. Bataillon Highland Light Infantry Regiment Colonel John Jago
1. Bataillon Gordon Highlanders Regiment Colonel l D. Hammil
1. Bataillon Cameron Highlanders Regiment Colonel J. M. Leith
  - 2. Brigade (Generalmajor Evelyn Henry Wood)

1. Bataillon Sussex Regiment Colonel S. Hackett
1. Bataillon Berkshire Regiment Colonel W. W. Corban
1. Bataillon South Staffordshire Regiment Colonel W. de W. R. Thackwell
1. Bataillon Shropshire Light Infantry Regiment Colonel G. N. Fendall
  - Divisionstruppen

19. Hussars Regiment (2 Eskadronen) Lieutenant-colonel K. J. W. Coghill
3. Bataillon King’s Royal Rifle Corps Lieutenant-colonel C. Ashburnhan
I Batterie 2. Brigade Royal Artillery Major W. Ward
N Batterie 2. Brigade Royal Artillery Lieutenant-colonel Col. W. G. Brancker
26. Royal Engingeers Kompanie Major B. Blood
- Kavalleriedivision (Generalmajor Drury Curzon Drury-Lowe)
  - 1. Brigade (Brigadier Baker Creed Russell)

Household Cavalry Regiment
4. Royal Irish Dragoon Guards Regiment
7. (The Princess Royal's) Dragoon Guards Regiment
2. Brigade (Brigadier Wilkinson)
13. Bengal Lancers Regiment
2. Bengal Cavalry Regiment
  - Indisches Kontingent (Generalmajor Herbert MacPherson)
  - Infanteriebrigade (Brigadier Tanner)

1. Bataillon Seaforth Highlanders Regiment Lieutenant-Colonel C. M. Stockwell
7. Bengal Native Regiment Brevet Colonel H. R. B. Worsley
20. Bengal Native Regiment Brevet Colonel R. G. Rogers
2. Belooch Regiment Lieutenant-Colonel G. Galloway
  - Artillerie Lieutenant-Colonel T. Van Straubenzee

H Batterie 1. Brigade Royal Artillery Major C. Crosthwaite
7. Batterie 1. Brigade Northern Division Royal Artillery Major J.F. Free[10]

Wolseley beauftragte General Hamley, einen Angriffsplan auf Abukir auszuarbeiten. Da aber auch Urabi mit einem Angriff auf Abukir rechnete, setzte Wolseley Hamleys Division dort ab und segelte mit dem Rest der Armee weiter nach Ismailia.
Am 28. August kam es bei Kassassin bzw. El Mahsama zu einem Kampf zwischen 2.000 Mann unter General Gerald Graham und 10.000 Ägyptern unter Urabi. Urabi versuchte damit den Zugang zum Suezkanal zurückzuerobern. Der Ausgang der Schlacht blieb lange offen, bis die Household Cavalry, unter dem Kommando von Generalmajor Drury-Lowe, herangeführt wurde. Diese führte die Moonlight Charge durch, wobei die Royal Horse Guards und die 7th Dragon Guards mit voller Wucht ins feindliche Gewehrfeuer galoppierten. Sie erbeuteten 11 ägyptische Kanonen. Am 9. September ergriff Urabi seine letzte Chance, die britische Position anzugreifen. Um 7 Uhr morgens entbrannte an der Bahnlinie ein erbitterter Kampf, in dem die ägyptischen Truppen von den Briten unter Generalleutnant Willis zurückgedrängt werden konnten.
Am 10. September begann Wolseley mit seiner Armee, durch die Wüste nach Westen in Richtung Kairo zu marschieren. Auf dem halben Weg dahin traf er auf die Armee Urabis. Die britischen Truppen, unter dem Kommando unter Wolseley, führten einen Überraschungsangriff auf die ägyptischen Streitkräfte unter Ahmed Urabi durch. Die Briten marschierten in der Nacht, um unbemerkt die gut befestigten ägyptischen Stellungen zu erreichen. Kurz vor der Morgendämmerung griffen sie an und überraschten die ägyptischen Soldaten, die schlecht organisiert und unvorbereitet waren. Nach einem heftigen, aber kurzen Kampf konnten die Briten die ägyptischen Verteidigungsanlagen durchbrechen. Die Schlacht endete mit einem entscheidenden britischen Sieg, da die ägyptischen Truppen zerstreut wurden und Urabi selbst wenige Tage später gefangen genommen wurde. Am 14. September rückten die ersten britischen Truppen in Kairo ein.

## Folgen

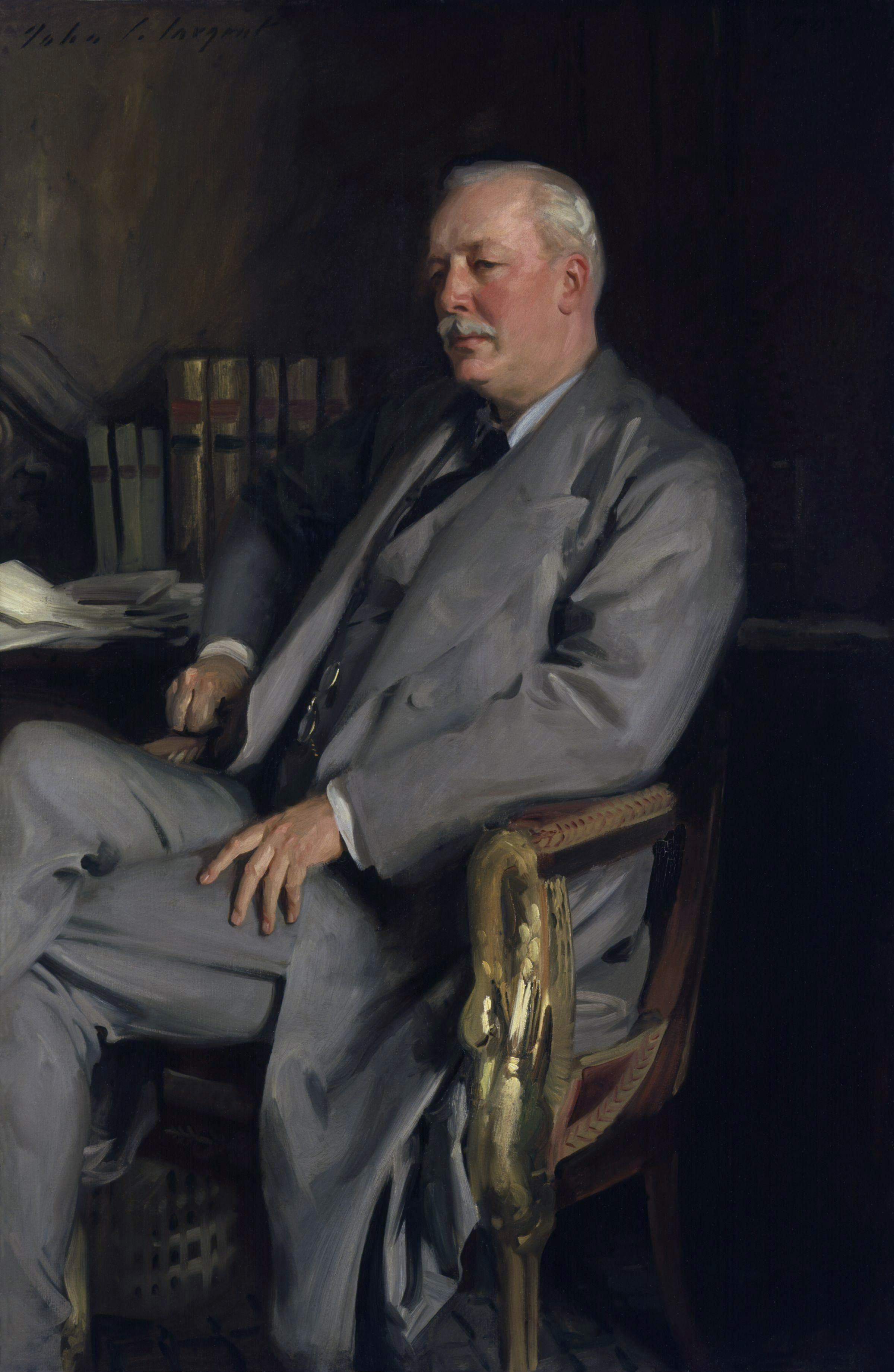
Evelyn Baring, von John Singer Sargent

Ägypten blieb auch nach der Niederschlagung der Urabi-Bewegung besetzt. Es kam zur britischen Herrschaft in Ägypten, die bis 1922 währte. Die letzten britischen Truppen verließen Ägypten sogar erst nach dem Zweiten Weltkrieg. Allerdings vermied Gladstone eine offene britische Kolonialherrschaft und installierte mit Generalkonsul Evelyn Baring, dem späteren Lord Cromer, einen Berater, der den Khediven lenkte. Die unbefriedigende Kompromisslösung, dass britische Truppen zwar das Niltal besetzt hielten, nach außen hin jedoch weiterhin offiziell der Khedive als Vertreter des türkischen Sultans regierte, ergab sich aus der Rücksichtnahme auf die übrigen europäischen Mächte. Dies geht aus einem Bericht des Grafen Herbert von Bismarck an seinen Vater, den Fürsten Bismarck, über eine Unterredung mit dem britischen Außenminister Lord Granville hervor. Herbert von Bismarck schreibt aus London:

„Ich warf hier ein, ich hätte geglaubt, daß die englische Regierung ihrem diplomatischen Vertreter in Ägypten eine ähnliche Stellung zu geben beabsichtige, wie der französische Ministerresident sie in Tunis einnehme, damit sie vor politischen Intrigen gesichert sei. ‚Nein‘, antwortete Lord Granville, ‚soweit wollen wir nicht gehen; […] Wir wollen beantragen, daß die freie Schiffahrt auf dem Suezkanal für Kriegs- und Friedenszeit für sämtliche seefahrenden Nationen eine internationale Garantie durch die Mächte erhalte, und wollen zugleich vorschlagen, daß Ägypten als neutraler Staat von den europäischen Mächten à la guise de Belgique (d. h. in der Art und Weise Belgiens) anerkannt werde. Wir glauben, daß wir dadurch den Neid und die Eifersucht anderer Nationen entwaffnen und außerdem der Last überhoben werden, in Ägypten Truppen zu halten.‘“

Die Wirren in Ägypten im Zuge der Urabi-Bewegung und der Besetzung Ägyptens durch Großbritannien begünstigten die Ausbreitung des Mahdismus im ägyptischen Sudan. Der daraus resultierende Mahdi-Aufstand gilt als der erste erfolgreiche Aufstand eines afrikanischen Landes gegen den Kolonialismus und führte am Ende des 19. Jahrhunderts zur Bildung eines eigenen Staates.
Bis zur Urabi-Bewegung und zum Mahdi-Aufstand gehörten Eritrea und Somaliland zu Ägypten. Durch den Verlust der Verbindung zu diesen Gebieten im Zuge des Aufstandes gelang es den europäischen Kolonialmächten, diese Länder zu besetzen.
Britischen und indischen Soldaten, die während des Anglo-Ägyptischen Krieges kämpften, wurden mit dem Khediven-Stern und der British Egypt Medal ausgezeichnet.